# グリーンデール (ビクトリア州)
グリーンデール (Greendale) は、オーストラリアのビクトリア州中部シャー・オブ・ムーラブール地方行政区に属し、州都メルボルンから北西81キロメートル (50 mi)に位置する町。2016年国勢調査において、グリーンデールは周辺も含め、人口602人であった。
ヨーロッパ人の入植以前、現在のグリーンデール一帯には、クトゥング (Kutung)、ワソルング (Wathourung)、ウルンジェリ (Wurunjeri)、ジャーラ (Jaara)、ングレルバン (Ngurelban) といった先住民アボリジニの種族が居住していた。1830年代にヨーロッパ人の入植者達が到着すると、先住民たちとの間で紛争が生じるようになった。初期の入植者たちは、当地の豊かな植物相や動物相に気づいており、カンガルー、バンディクート、ディンゴや、2種のフクロネコなどの記述が残されている。
グリーンデールの郵便局は、1867年1月1日に開業した。
ビクトリア州首相を務めたジョン・ケイン・シニアは、1882年にグリーンデールで生まれている。